# Olim Navkarov
Olim Navkarov (ros. Олим Навкаров, Olim Nawkarow; ur. 3 marca 1983) – uzbecki piłkarz występujący na pozycji napastnika w drużynie Qizilqum Zarafshon.

## Kariera piłkarska
Olim Navkarov jest wychowankiem klubu Traktor Taszkent. W pierwszej drużynie grał tam przez trzy sezony. Następnie, w 2008 przeszedł do innego uzbeckiego zespołu - Lokomotiv Taszkent. Tutaj rozegrał dwa sezony. Obecnie trenuje w klubie Qizilqum Zarafshon, który gra w I lidze uzbeckiej.
Olim Navkarov w 2010 zadebiutował w reprezentacji Uzbekistanu i strzelił pierwszą bramkę. W 2011 został powołany na Puchar Azji. Uzbecy zajęli 1. miejsce w swojej grupie i awansowali do dalszej fazy.